# العلاقات الأوزبكستانية الهايتية
العلاقات الأوزبكستانية الهايتية هي العلاقات الثنائية التي تجمع بين أوزبكستان وهايتي.

## مقارنة بين البلدين
هذه مقارنة عامة ومرجعية للدولتين:
| وجه المقارنة                                              | أوزبكستان       | هايتي                                |
| --------------------------------------------------------- | --------------- | ------------------------------------ |
| المساحة (كم2)                                             | 448.98 ألف      | 27.75 ألف                            |
| عدد السكان (نسمة)                                         | 32.39 مليون     | 10.98 مليون                          |
| الكثافة السكانية (ن./كم²)                                 | 72.14           | 395.68                               |
| العاصمة                                                   | طشقند           | بورت أو برانس                        |
| اللغة الرسمية                                             | اللغة الأوزبكية | لغة فرنسية، اللغة الكريولية الهايتية |
| العملة                                                    | سوم أوزبكستاني  | جوردة هايتية                         |
| الناتج المحلي الإجمالي (بليون دولار)                      | 48.72 مليار     | 8.41 مليار                           |
| الناتج المحلي الإجمالي (تعادل القوة الشرائية) بليون دولار | 190.50 مليار    | 18.82 مليار                          |
| الناتج المحلي الإجمالي الاسمي للفرد دولار أمريكي          | 2.13 ألف        | 818                                  |
| الناتج المحلي الإجمالي للفرد دولار أمريكي                 | 5.57 ألف        | 1.73 ألف                             |
| مؤشر التنمية البشرية                                      | 0.675           | 0.483                                |
| رمز المكالمات الدولي                                      | +998            | +509                                 |
| رمز الإنترنت                                              | .uz             | .ht                                  |
| المنطقة الزمنية                                           | ت ع م+05:00     | 00                                   |

## منظمات دولية مشتركة
يشترك البلدان في عضوية مجموعة من المنظمات الدولية، منها:
| علم المنظمة | اسم المنظمة                               | تاريخ انضمام أوزبكستان | تاريخ انضمام هايتي |
| ----------- | ----------------------------------------- | ---------------------- | ------------------ |
|             | وكالة ضمان الاستثمار متعدد الأطراف        | 4 نوفمبر 1993          | 11 ديسمبر 1996     |
|             | منظمة الشرطة الجنائية الدولية             | ?                      | ?                  |
|             | منظمة حظر الأسلحة الكيميائية              | ?                      | ?                  |
|             | الأمم المتحدة                             | 2 مارس 1992            | 24 أكتوبر 1945     |
|             | مؤسسة التمويل الدولية                     | 30 سبتمبر 1993         | 20 يوليو 1956      |
|             | يونسكو                                    | 26 أكتوبر 1993         | 18 نوفمبر 1946     |
|             | مؤسسة التنمية الدولية                     | 24 سبتمبر 1992         | 13 يونيو 1961      |
|             | البنك الدولي للإنشاء والتعمير             | 21 سبتمبر 1992         | 8 سبتمبر 1953      |
|             | المركز الدولي لتسوية المنازعات الاستشارية | 25 أغسطس 1995          | 26 نوفمبر 2009     |
|             | الاتحاد البريدي العالمي                   | ?                      | ?                  |
|             | الاتحاد الدولي للاتصالات                  | 10 يوليو 1992          | 10 أكتوبر 1927     |

## وصلات خارجية
- موقع وزارة الخارجية الأوزبكستانية
- موقع وزارة الخارجية الهايتية